# Арал (Китай)
Арал (уйг. ئارال‎, кит. упр. 阿拉尔, пиньинь Ālā'ěr) — городской уезд в Синьцзян-Уйгурском автономном районе КНР. Не входит ни в какие административные единицы, а подчиняется напрямую правительству автономного района.

## История
С 1957 года Синьцзянский производственно-строительный корпус приступил к развитию этих мест. Решением Госсовета КНР от 17 сентября 2002 года Арал был выделен из состава городского уезда Аксу в отдельный городской уезд, подчинённый непосредственно правительству Синьцзян-Уйгурского автономного района.
Общая численность населения — 151 293 человека (2003 год)
В 6-й переписи населения КНР (2010 года) общая численность постоянного населения Арала составляла 158 593 человека

## Административное деление
Арал делится на 4 уличных комитета, 1 посёлок и 1 волость.